# Ley Tavera
La ley Tavera o ley de pobres fue una ley de la Corona de Castilla del siglo XVI promulgada en 1540 por el regente y cardenal Juan Pardo Tavera en ausencia del rey Carlos V, sobre la asistencia y el control de la pobreza en las ciudades ante una situación de necesidad. Las Cortes Castellanas para afrontar las repetidas y violentas crisis agrícolas que se daban en toda la década, aplicaban antiguas leyes de pobres. Tavera quiso crear una nueva ley que actuase ante este marco de pobreza. 
La ley, que comenzaba con una introducción en la que se recogía la legislación anterior existente sobre pobres y mendigos, contenía una instrucción de trece artículos que estaba en consonancia con la mayor parte de las peticiones que desde comienzos del siglo se hacían en las cortes. En síntesis, lo único que se estipulaba era un control más riguroso de la mendicidad.

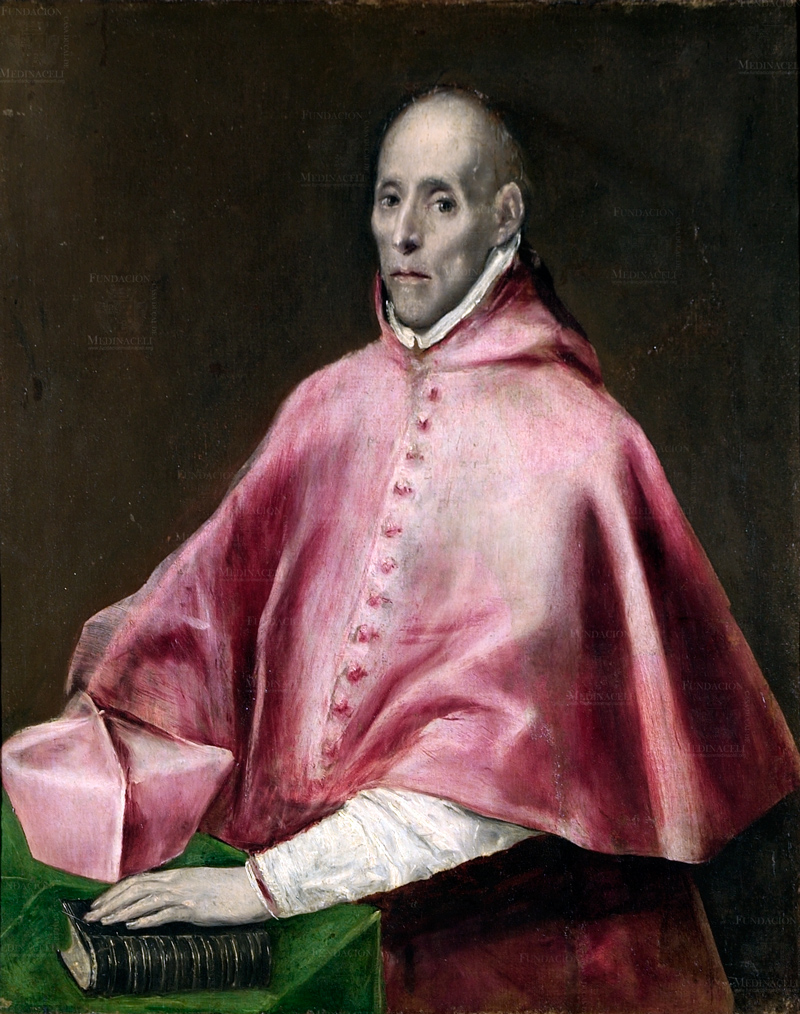
Cardenal Juan Pardo Tavera, creador de la Ley Tavera o Ley de pobres de 1540

Esta nueva medida en política de pobres proporciona dos mensajes claves:

## Mensaje A: artículos 1 al 11
I - Propone un control estricto de la mendicidad. En primer lugar impone un examen a nivel de vida y pobreza, que deberían superar para poder mendigar.
Este examen servía para diferenciar entre los pobres verdaderos y los falsos.  Concretamente dentro de los verdaderos se distinguían los propios de la naturaleza (del mismo pueblo o avecindados). Únicamente se daría una licencia o cédula para poder pedir limosna a los verdaderos de la propia naturaleza. Esta licencia tendrá una validez de un año en un radio de no más de seis leguas del lugar.
Los pobres no naturales debían abandonar la ciudad, eran desterrados, como medida dentro del código penal. Los pobres falsos o encontraban trabajo o eran expulsados.
II - No se daría la licencia a aquellos que no se hubiesen confesado y posteriormente comulgado (mínimamente una vez al año).
Hay excepciones a la hora de la validez de la licencia: los estudiantes podrán pedir fuera de sus naturalezas, de la misma manera que lo pueden hacer los ciegos o los jornaleros en paro enfermos.
III - Se establece la figura de un diputado con la finalidad de ejercer un control en torno la aplicación de la ordenanza.
IV - El artículo sexto de la ley prohíbe totalmente la mendicidad infantil a partir de los cinco años, aunque los padres del menor tengan la licencia, no les podrán acompañar dado que se consideraba que pueden coger la costumbre de mendigar.

## Mensaje B: Artículo 12
Frente a todo un articulado anterior que proponía permitir la mendicidad con un mayor control y rigor, sin apenas reformar el modelo asistencial existente, el artículo 12 sugería, por el contrario, que prohibir la mendicidad era un bien, ningún pobre debería mendigar, y que era alcanzable con sólo distribuyendo adecuadamente las rentas y con la recta administración de las limosnas y de los hospitales e instituciones de asistencia que ya existían. Y que esto era lo que se tenían que hacer las autoridades municipales y eclesiásticas, y que sólo cuando no fuera posible hacerlo, se aplicase todo lo otro, esto es, el permitir mendigar con licencias y mayor control. 

## Debate entre Domingo de Soto y Juan de Robles
La ley Tavera se aplicó en Toledo, Madrid, Zamora, Salamanca y Valladolid. En Salamanca y Valladolid generó muchas críticas por parte de los universitarios, las personas del gobierno, y los religiosos y algunos catedráticos y teólogos de la universidad de Salamanca. Ante este descontento, Felipe II pidió a Domingo de Soto y a Juan de Robles que analizasen los aspectos correctos de la ley y le comunicasen cuáles podrían mejorarse.
Esta petición de Felipe II empieza lo que se conocerá como «El gran debate sobre los pobres en el siglo XVI». Domingo de Soto expresó su descontento con la ley Tavera con la obra Deliberación en la causa de los pobres (1545) y Juan de Robles respondió a la obra de Soto y defendió la ley a su vez con otra obra. De la orden que en algunos pueblos de España se ha puesto en la limosna, para remedio de los verdaderos pobres (1545).